# Алё (озеро, Бежаницкий район)
Алё (Але) — озеро в Бежаницком сельском поселении Бежаницкого района Псковской области.
Площадь — 13,9 км². Максимальная глубина — 27 м, средняя глубина — 9 м. Одно из самых глубоких озёр области.
Проточное. Через реки Олица, Льста и Сороть соединяется с рекой Великая.
Тип озера лещово-уклейный с ряпушкой, снетком и судаком. Массовые виды рыб: лещ, уклея, плотва, окунь, щука, ёрш, густера, красноперка, золотой карась, линь, ряпушка, снеток, судак, налим, язь, пескарь, бычок-подкаменщик, вьюн, щиповка, голец; широкопалый рак (продуктивность ниже средней).
Отлогие, крутые и низкие берега. Песчано-илистое дно с камнями и нальями. Около 40 островов. Делится на 5 плёсов (озёр или частей озера).